# 20.20
O 20.20 é uma plataforma comercial para satélites de comunicação fabricado pela empresa estadunidense Loral Space & Communications.

## Características
20.20 é uma plataforma projetado em 2008 para ser usado como base para satélites de comunicações geoestacionário. A potência útil da plataforma está na faixa entre 17 e 30 kW, podendo acomodar até 150 transponders. A massa máxima dos satélites com a plataforma 20.20 é de 8500 kg e usa como propulsão motores de plasma de efeito Hall.